# Agrius cingulata

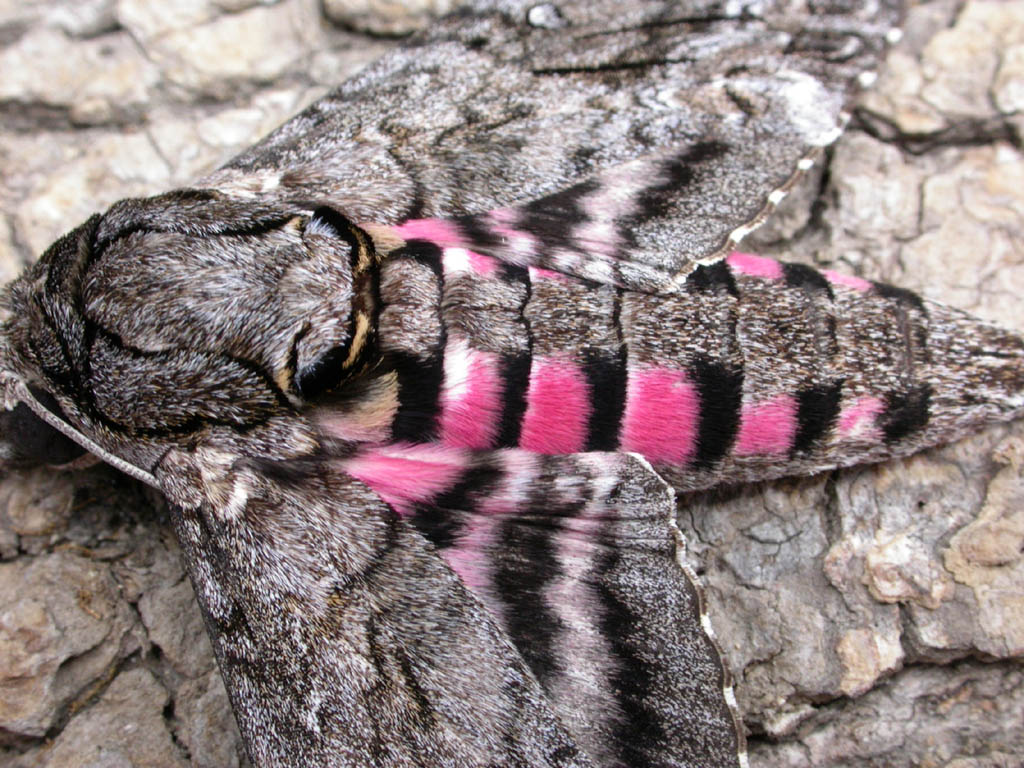
Falter mit halb geöffneten Flügeln und sichtbarem Hinterleib

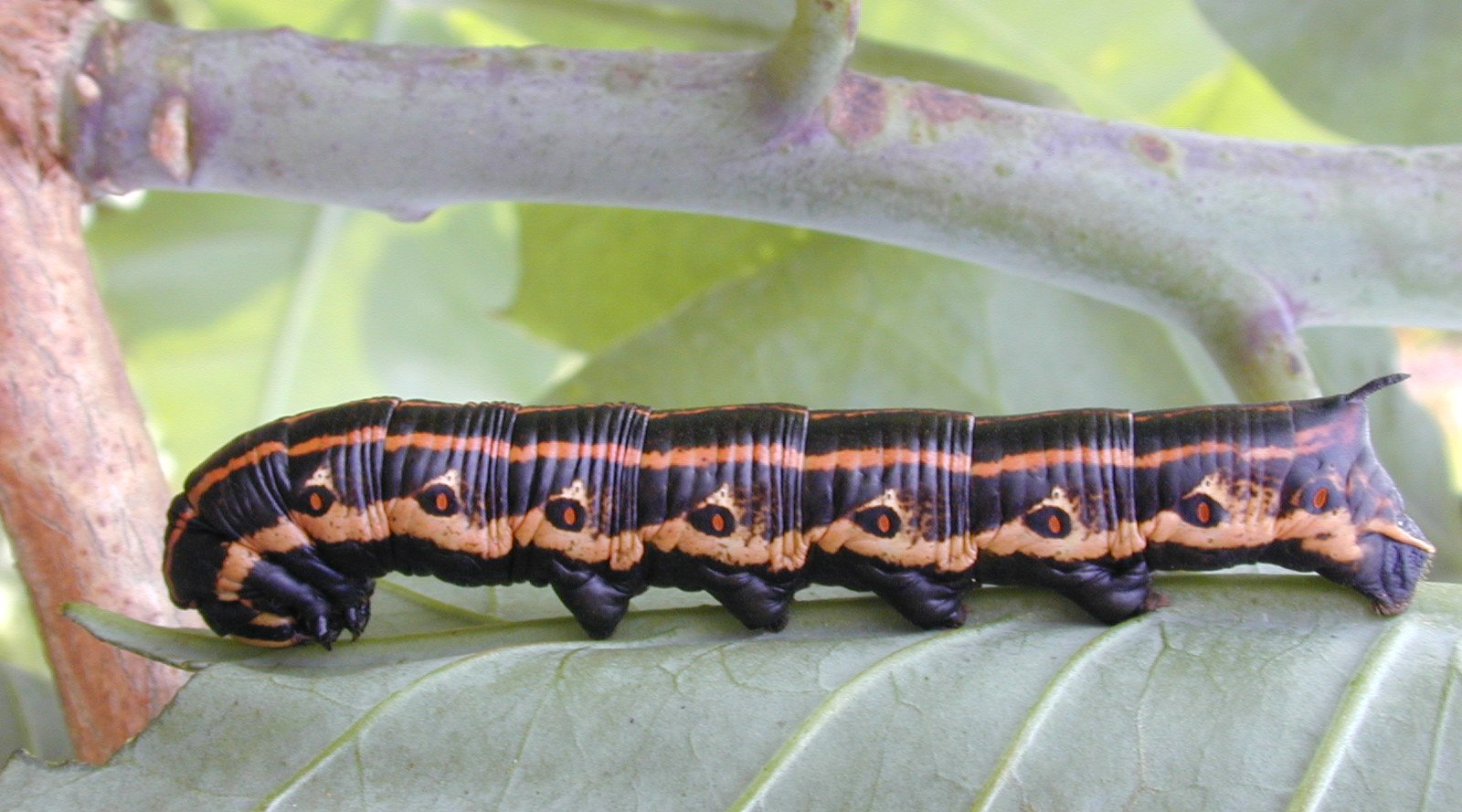
Raupe von Agrius cingulata

 Agrius cingulata ist ein Schmetterling (Nachtfalter) aus der Familie der Schwärmer (Sphingidae).

## Merkmale
Die Falter erreichen Vorderflügellängen von 42 bis 48 Millimetern. Sie haben hell- und dunkelgrau gezeichnete Flügeloberseiten. Als einzige nordamerikanische Schwärmerart besitzen sie rosa gefärbte Hinterflügel sowie abwechselnd rosa und schwarze Querbinden am Hinterleib. Die rosa Färbung ist etwas variabel, die Zeichnung jedoch nicht.

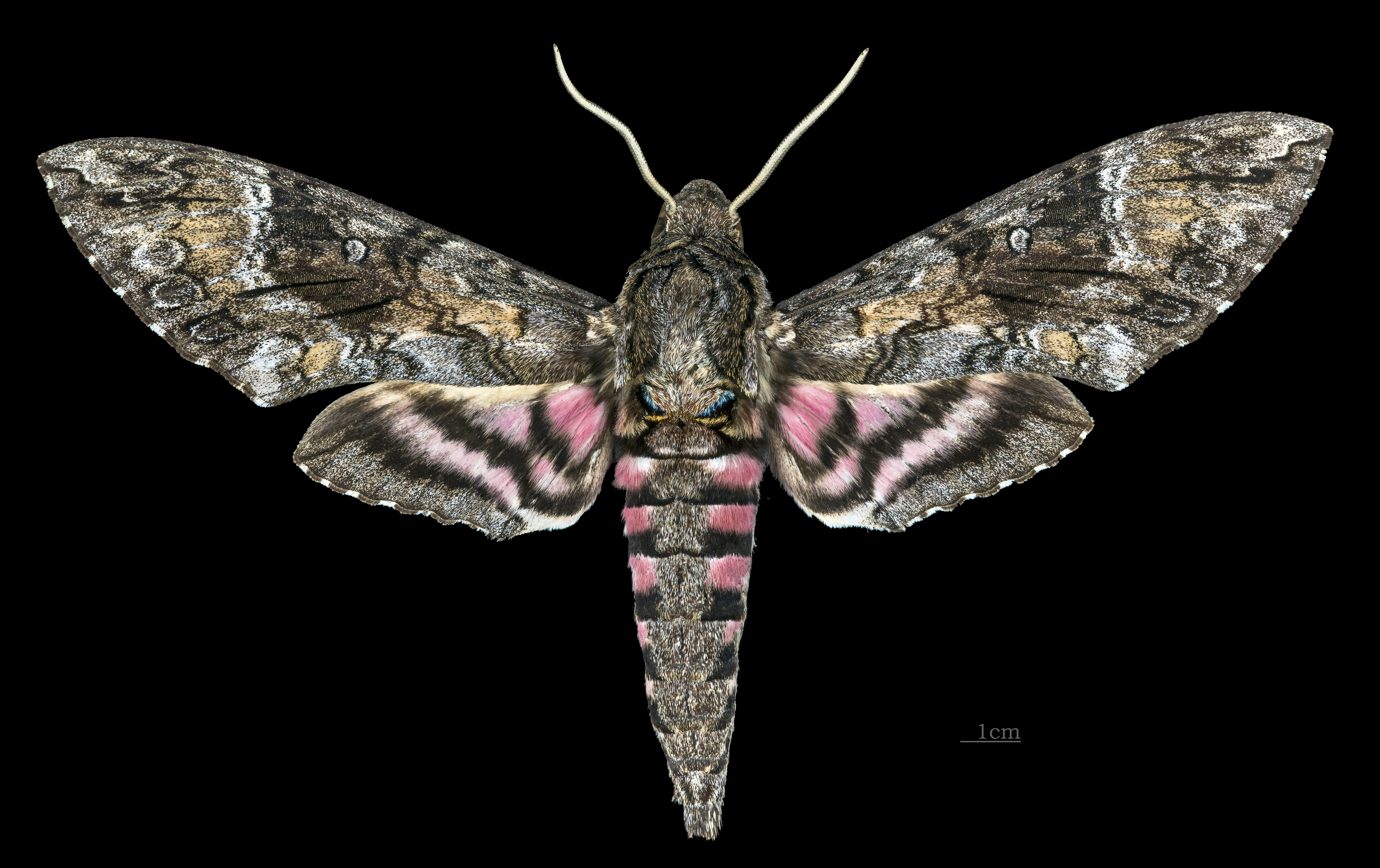
♂
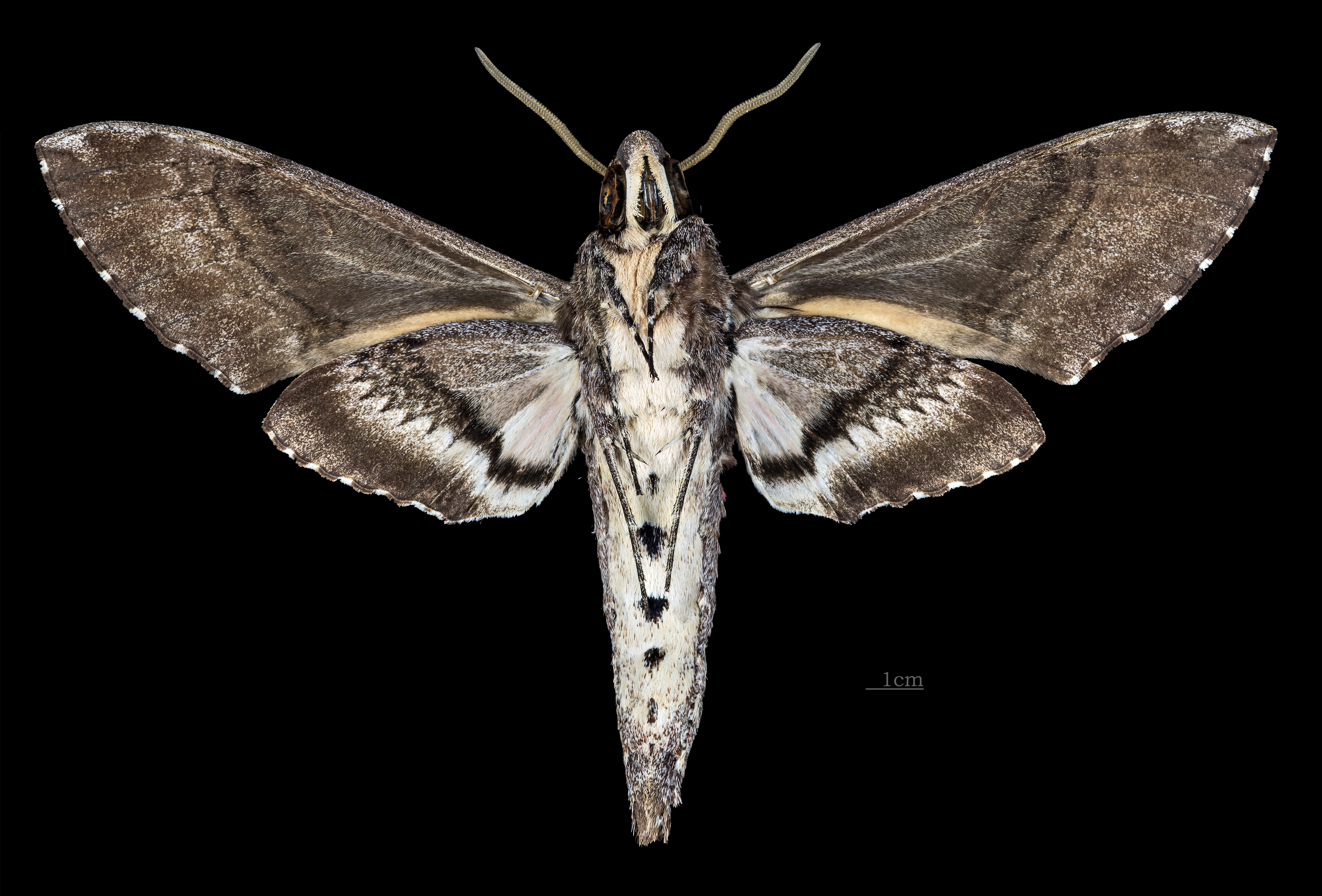
♂ △
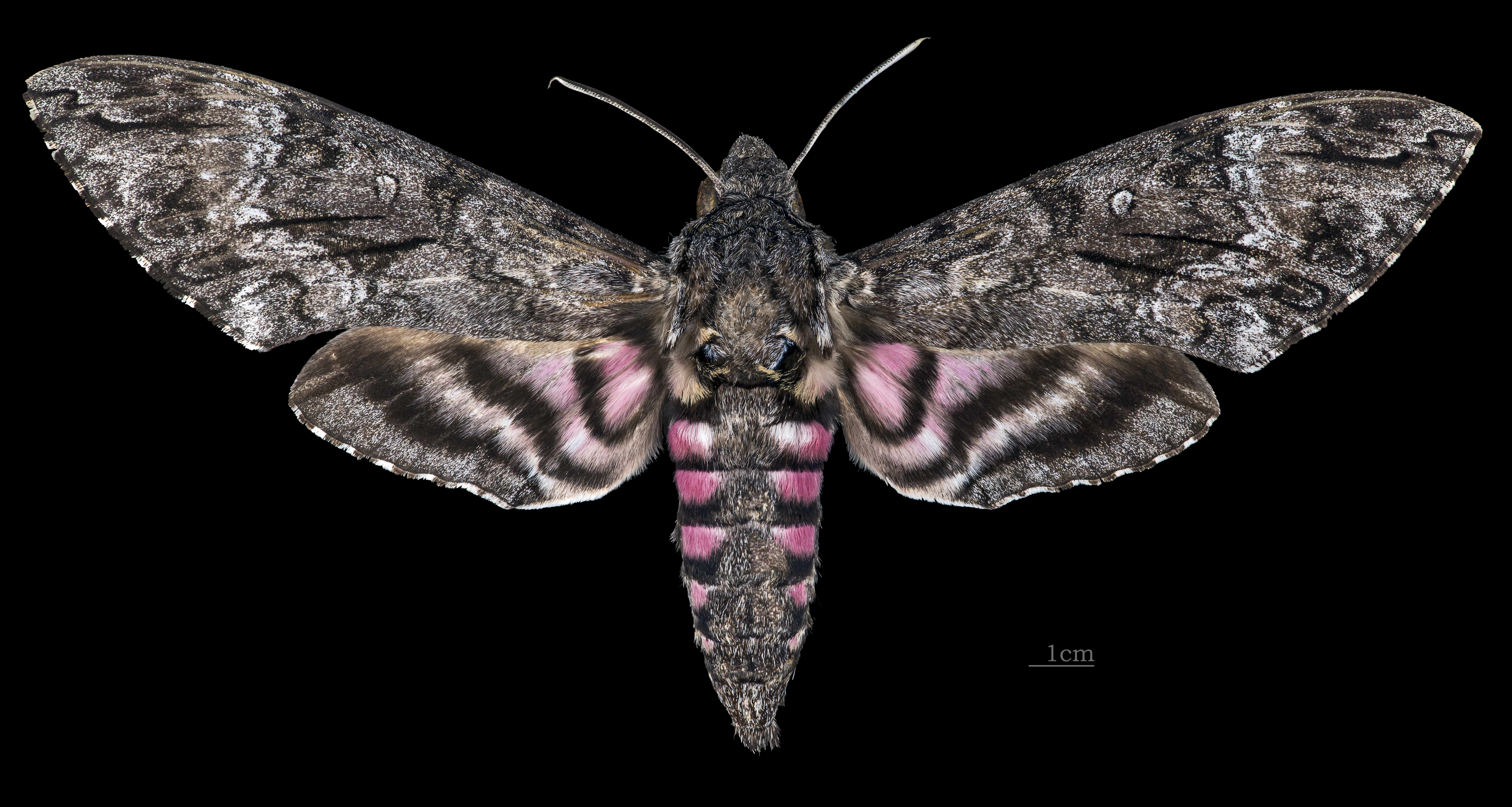
♀
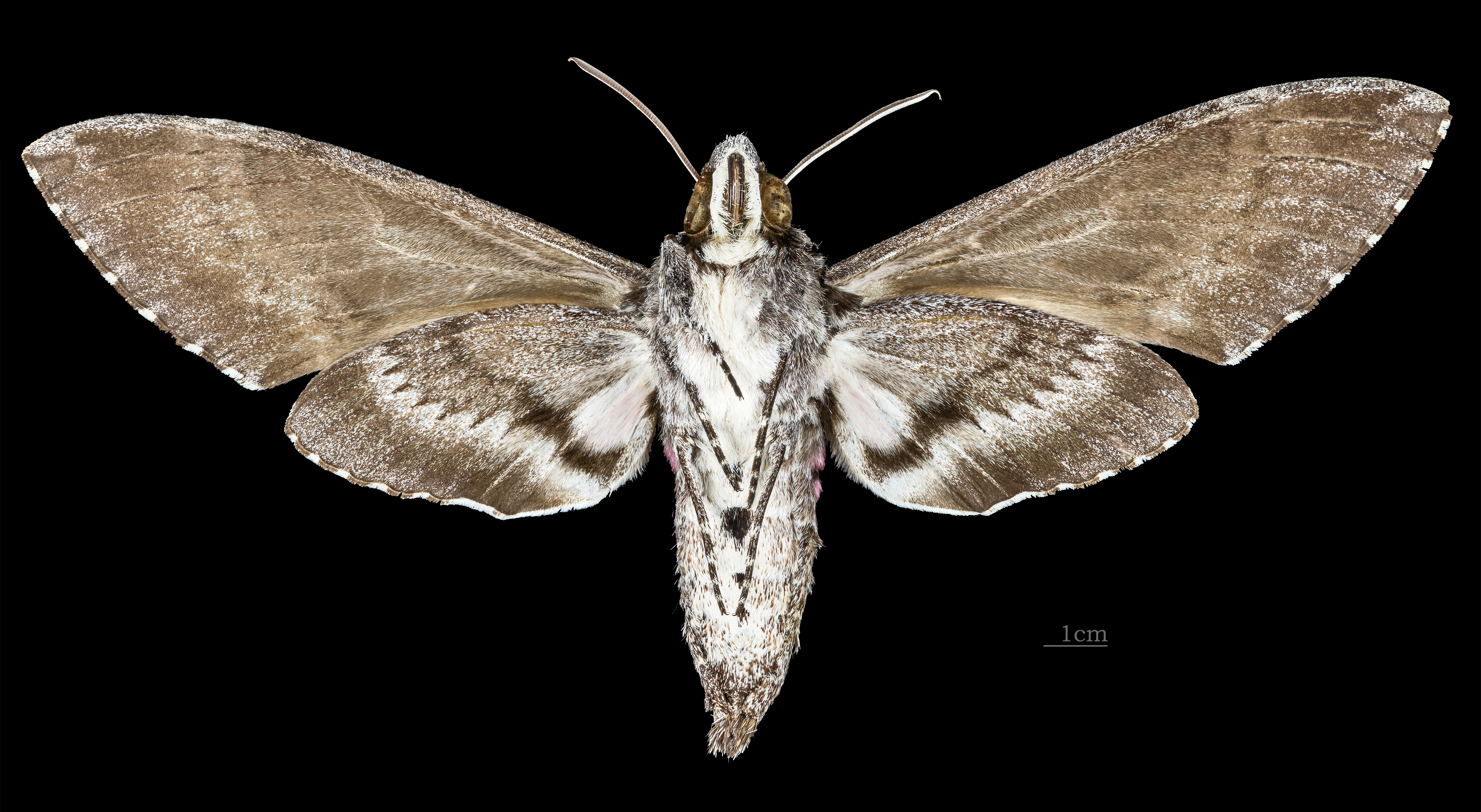
♀ △

Die Raupen haben im letzten Stadium den typischen Körperbau der Schwärmer. Ihr Analhorn ist kräftig und nach hinten gekrümmt. Raupen treten in drei Farbvarianten, zwei grünen und einer braunen, auf. Den grünen Raupen fehlt die Sekundärbeborstung. Sie haben eine glatte Körperoberfläche, tragen sieben Paar Dorsolateralstreifen und haben auffällige Stigmen. Die eine grüne Form hat breit braun gefärbte Stigmen, die schwarz gerandet und nochmals weiß unterlegt sind. Die andere Form hat eine etwas blassere Grundfarbe und ist nur schwach gemustert. Um die Bauchbeine sind die Tiere unterschiedlich stark braun gepunktet. Die braune Form hat eine blassbeige Grundfarbe mit einer stark ausgeprägten dunkel schokoladebraunen Zeichnung. Sie haben wie auch die grünen Formen Dorsolateralstreifen und auffällig gefärbte Stigmen. Alle drei Formen tragen auffällige Streifen auf der Kopfkapsel.
Die Puppe ist hellbraun bis gelblichbraun gefärbt und hat eine glatte, glänzende Oberfläche. Ihre Rüsselscheide liegt frei und ist charakteristisch zurückgerollt. Der Kremaster ist schwarz, deutlich dreieckig und rau. Er endet in einer Doppelspitze.

## Vorkommen
Die Art ist vor allem neotropisch verbreitet und kommt in Süd- und Mittelamerika, der Karibik und Mexiko vor. Man findet sie aber auch in Florida, dem unteren Rio Grande-Tal in Texas und dem Südosten von Arizona. Weiter nördlich ist unklar, ob es sich bei Funden um Irrgäste oder dauerhaft sesshafte Tiere handelt, da die Falter gerne lange Flüge absolvieren, sich aber nicht überall fortpflanzen. Sie fliegen nördlich bis in den Süden Kanadas ein.

## Lebensweise
Die Imagines werden einige Zeit nach Einbruch der Dunkelheit aktiv. Sie sind an einer großen Zahl verschiedener Blüten beim Nektarsaugen nachgewiesen worden. Dies sind Rosafarbene Catharanthe (Catharanthus roseus), Ipomoea alba, Petunien (Petunia), Hakenlilien (Crinum), Gewöhnliches Seifenkraut (Saponaria officinalis) und Tabak (Nicotina). Die Falter werden auch stark durch künstliche Lichtquellen angelockt.

### Flug- und Raupenzeiten
Die Falter fliegen im Südosten Arizonas in einer Generation, die während der sommerlichen Regenzeit auftritt. Im Rio-Grande-Tal fliegt die Art in zwei Generationen im Frühjahr (April) und Herbst (Oktober, November). In Louisiana ist die Art ganzjährig nachgewiesen, ist jedoch am häufigsten zwischen Mai und November. Ähnlich fliegen die Tiere in Florida, wobei unklar ist, wie viele Generationen pro Jahr ausgebildet werden.

### Nahrung der Raupen
Die Raupen ernähren sich ausschließlich von Windengewächsen (Convolvulaceae), von denen sie Prunkwinden (Ipomoea) am häufigsten fressen. An Süßkartoffel (Ipomoea batatas) tritt die Art gelegentlich als Schädling auf.

## Entwicklung
Die Weibchen legen ihre Eier einzeln an den Blättern der Nahrungspflanzen ab. Die Raupen sind Einzelgänger und halten sich auf den Blattunterseiten auf. Die Verpuppung erfolgt in einer Erdhöhle tief im Boden.

## Belege